# Ingram (Pennsylvanie)
Pour les articles homonymes, voir Ingram.
Ingram est un borough situé dans le comté d'Allegheny, en Pennsylvanie, aux États-Unis,. En 2010, il comptait une population de 3 330 habitants. Il est incorporé en 1902.

## Démographie
Lors du recensement de 2010, le borough comptait une population de 3 330 habitants. Elle est estimée, le 1er juillet 2019, à 3 152 habitants.

### Source de la traduction
- (en) Cet article est partiellement ou en totalité issu de l’article de Wikipédia en anglais intitulé « Ingram, Pennsylvania » (voir la liste des auteurs).